# Lawrence Prince
Laurens Prins, anglicizzato in Lawrence Prince (Amsterdam, anni 1630 – dopo il 1717), è stato un bucaniere e schiavista olandese.

## Biografia
Nato probabilmente intorno al 1630, poco si sa dei suoi primi anni, trascorsi probabilmente ad Amsterdam.
Negli ultimi anni '50 del 1600 giunse nei Caraibi e apparve nei registri come membro di un gruppo di uomini (tra cui si trovavano anche John Morris e Robert Searle) che acquistò un tesoro spagnolo dal commodoro Christopher Myngs nel 1659.
Negli anni successivi navigò il Rio Magdalena, guidando un fallimentare assalto contro Mompos, e conquistò la fortezza dell'Immacolata Concezione per guidare poi un secondo assalto contro Granada. Secondo i rapporti spagnoli sull'accaduto "devastò la città e distrusse diversi edifici, decapitando un prete e mandando la sua testa alle autorità pretendendo un riscatto pari a 70 000 pesos".
Tornato a Port Royal fu rimproverato dal governatore Thomas Modyford per aver attaccato una città spagnola senza commissione o lettera di corsa, infatti il governatore preferiva essere più prudente e non era intenzionato a provocare gli spagnoli. Nonostante ciò ordinò a Prince di unirsi al capitano Henry Morgan, che aveva il compito di assalire la colonia di Panama. Morgan, impressionato dall'assalto contro Granada, nominò Prince suo terzo in comando, dopo Edward Collier, assegnandogli il comando dell'avanguardia al fianco di John Morris. I due guidarono circa 300 bucanieri contro la fortezza spagnola, per poi unirsi all'armata principale guidata da Morgan e Collier.
L'assalto fu un successo e Prince fu promosso a tenente dal successore di Modyford, Thomas Lynch, diventando negli anni successivi un ricco proprietario terriero.
Nel 1715, raggiunta Bristol, fu nominato capitano della Whydah Gally, una galea incaricata di prelevare tesori e ricchezze dal regno africano di Whydah (nell'attuale Benin), importante piazza per la tratta degli schiavi. Dopo aver caricato la nave con 367 schiavi, salpò per la Giamaica, tuttavia nel febbraio 1717, tra le isole di Cuba e Hispaniola, fu catturato dalla Sultana, capitanata dal pirata Samuel Bellamy, e dalla Mary Anne, capitanata invece da Paulsgrave Williams. Dopo aver preso per sé la Whydah, Bellamy cedette a Prince la Sultana, con alcuni tesori, per fare ritorno in Inghilterra.

## Nella cultura di massa
Lawrence Prince appare nel videogioco Ubisoft Assassin's Creed IV: Black Flag, dove viene ritratto come un ricco proprietario terriero e schiavista di Kingston.